# Морской оркестр
Морской оркестр (нем. Marinekapelle) — музыкальный коллектив в Австро-Венгрии, действовавший в Пуле с 1872 года. Первоначально основан как духовой оркестр, игравший перед зданием военно-морской комендатуры и на променаде набережной, а также в построенном в том же 1872 году Военно-морском казино (нем. Marine Casino). Со временем был расширен до состава симфонического оркестра.
В 1896—1898 гг. музыкальным руководителем и дирижёром оркестра был Франц Легар, избранный на эту должность по конкурсу из 120 кандидатов и дебютировавший концертом по случаю визита в Пулу императора Германии Вильгельма II. При Легаре численность оркестра возросла до 110 исполнителей. Легара сменил Франц Якш, остававшийся во главе коллектива до 1917 года, вторым дирижёром в 1905—1915 гг. был Антонио Иллерсберг. Последним руководителем оркестра в конце Первой мировой войны стал Теодор Кристоф. Среди гастролировавших в Пуле и выступавших с оркестром солистов был, в частности, Златко Балокович (1914), его концертмейстером в начале 1890-х гг. был Рудольф Фитцнер. Известность Морского оркестра из Пулы как военно-духового коллектива распространялась на всю империю.